# Izaro uhartea / Isla Izaro
Izaro uhartea / Isla Izaro (baskiska: Izaro, Izaro uhartea) är en ö i Spanien.   Den ligger i provinsen Bizkaia och regionen Baskien, i den norra delen av landet, 300 km norr om huvudstaden Madrid.
Terrängen på Izaro uhartea / Isla Izaro är varierad.  I omgivningarna runt Izaro uhartea / Isla Izaro växer i huvudsak blandskog.